# Sanok
Sanok è una città polacca del distretto di Sanok nel voivodato della Precarpazia.
È un dinamico centro economico ma anche una località di vacanza e punto di partenza per escursioni nei Beschidi Orientali e nella valle del San; Sanok si trova nella regione storica della Galizia.

## Geografia
La città è situata sulle rive del fiume San nella zona collinare a sud di Rzeszów e a nord ovest del lago di Solina.

## Storia
Sanok fu fondata nel 1339, e nello stesso anno ottenne lo status di città. L'ultimo duca di Halicz, Jerzy II Trojdenowicz introdusse la Legge di Magdeburgo. Dopo la sua morte nel 1340 le terre Rutene furono conquistate dal re polacco Casimiro il Grande. Al posto della roccaforte sulla collina, egli fece costruire un castello circondato da mura. Probabilmente il re fondò anche la chiesa parrocchiale di San Michele Arcangelo e fortificò la città. Sanok divenne così capoluogo della zona, parte della Rutenia Rossa. Negli anni Settanta del XIV secolo il signore della città, Ladislao Opolczyk chiamò i Francescani. 
Nel 1417 un evento importante ebbe luogo a Sanok: il matrimonio tra il re Ladislao II Jagellone e Elisabetta Granowska. In seguito, alla morte del re, la principessa rutena Sofia Alšėniškė, sua quarta moglie, divenne signora del catello di Sanok. 
In seguito la città fu conquistata da austriaci, russi e tedeschi.

## Monumenti e luoghi d'interesse

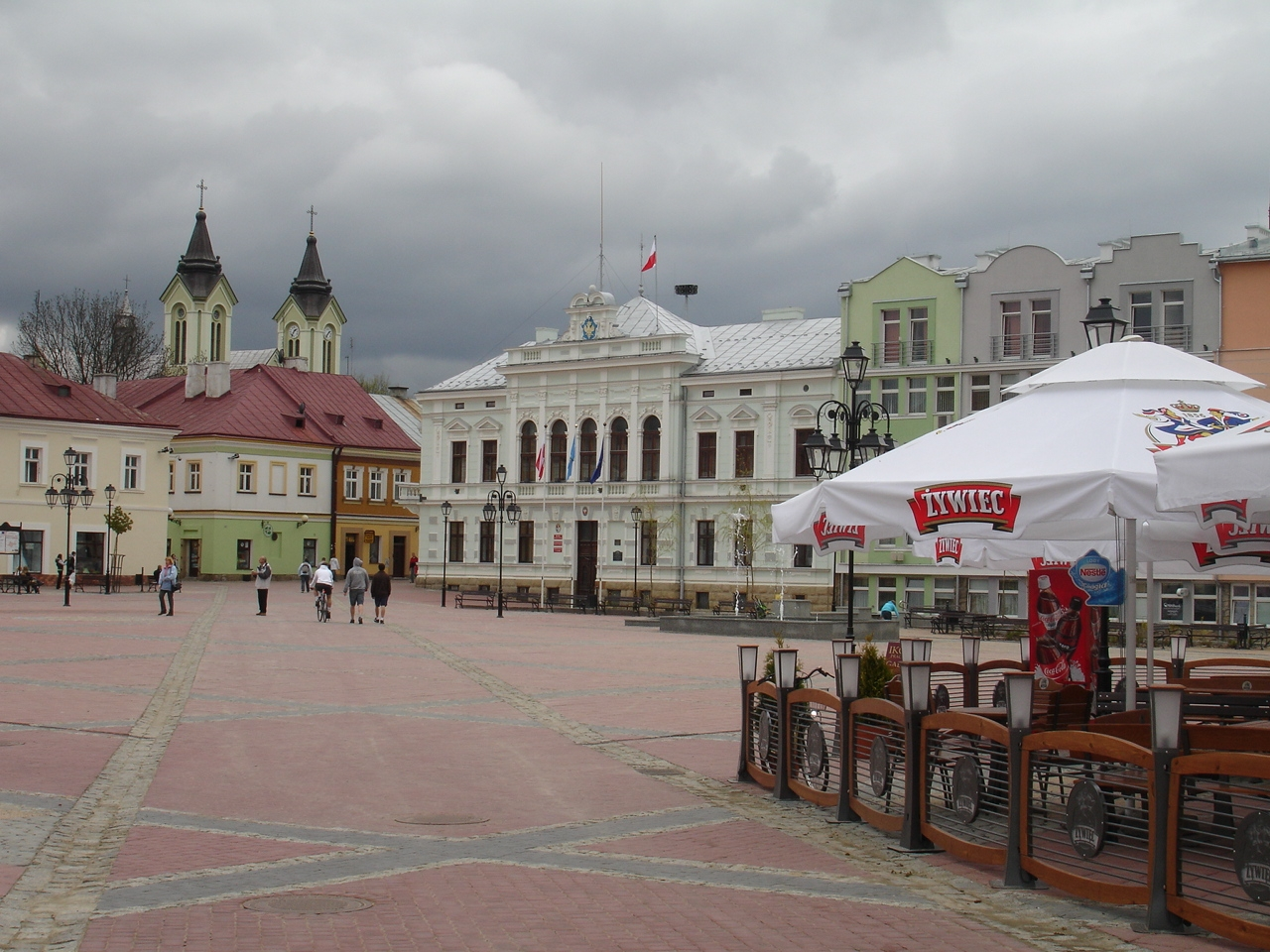
Il municipio di Sanok

Cuore della piccola Città Vecchia, dall'impianto urbanistico medievale anche se con case ottocentesche, è la piazza del Mercato (Rynek); in un angolo di essa vi è l'antica Chiesa Francescana della Santa Croce (Kościół Franciszkanów Św Krzyża) eretta nel 1632-40, ma rifatta dopo l'incendio del 1872. Sul lato est, sorge il Ratusz, Municipio (XIX secolo) in stile eclettico.
Su un poggio sorge un basso edificio, resto del Castello rinascimentale voluto nel 1532-48, dalla regina Bona Sforza. Con la vicina karczma, locanda settecentesca, ospita il Museo storico di Sanok (Muzeum Historyczne); vi sono raccolte opere d'arte del periodo dal XIV al XX secolo e una collezione di ikony, icone rutene dei secoli XV-XVI, fra le più importanti del mondo. Il museo ospita una vasta collezione di opere del pittore Zdzisław Beksiński, nato a Sanok.
In riva al fiume San, a 2 km dal centro, si trova il Museo di architettura popolare di Sanok (Muzeum Budownictwa Ludowego w Sanoku), un museo all'aperto (skansen), di 38 ettari, dedicato all'edilizia popolare formato da un centinaio di antiche case contadine e altri edifici in legno tipici della regione, completi di arredi e suppellettili.

## Economia

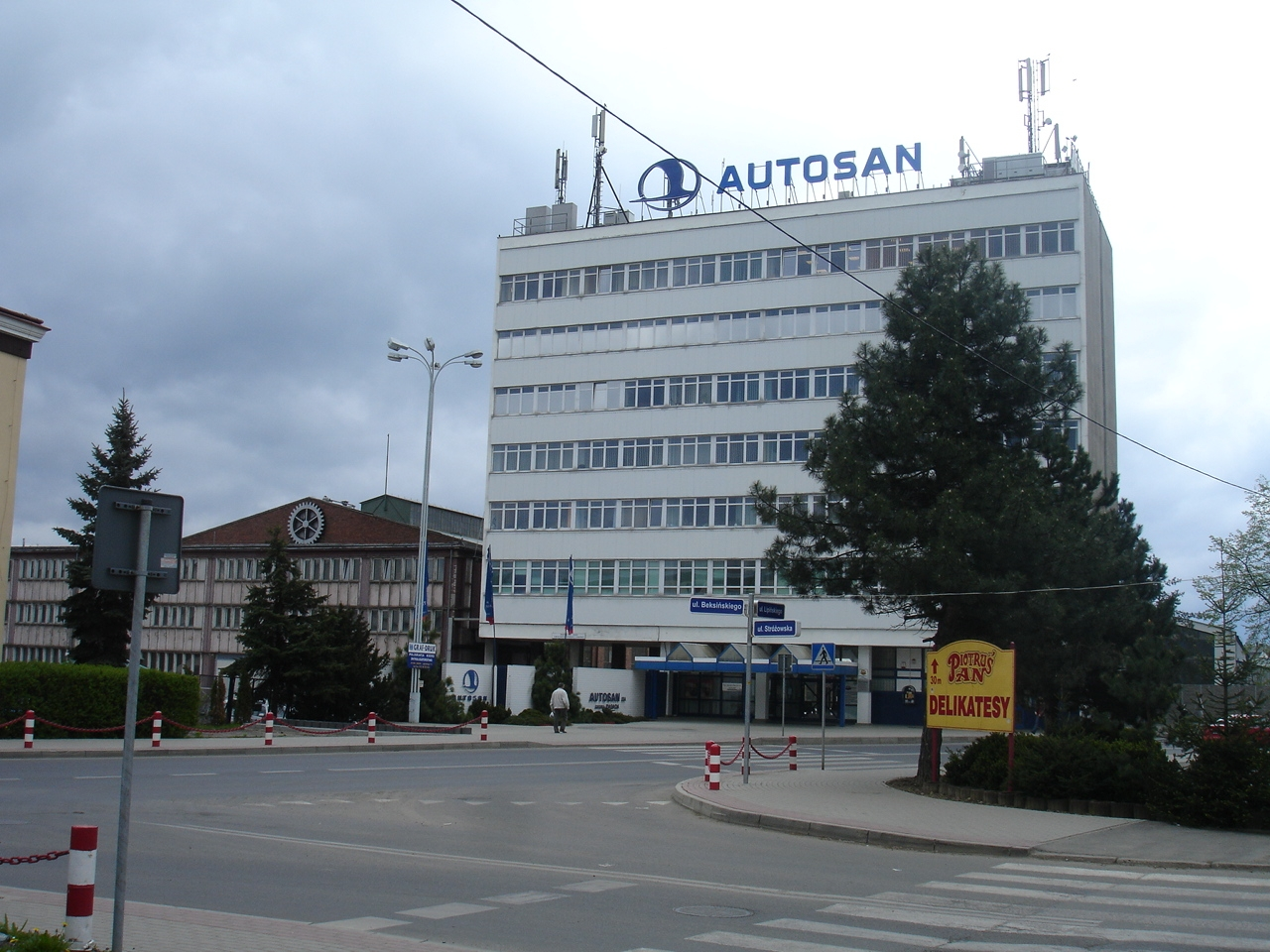
Autosan

A Sanok vi è la grande fabbrica Autosan, specializzata nella produzione di veicoli da trasporto, in particolare autobus e filobus e mezzi ferroviari.

## Sport
- Sentiero Europeo E8
- KH Sanok hockeyclub

## Amministrazione

### Gemellaggi
Sanok è gemellata con le seguenti città:
- Fürstenwalde
- Reinheim
- Huedin
- Östersund
- Kamianets-Podilsky

## Galleria d'immagini

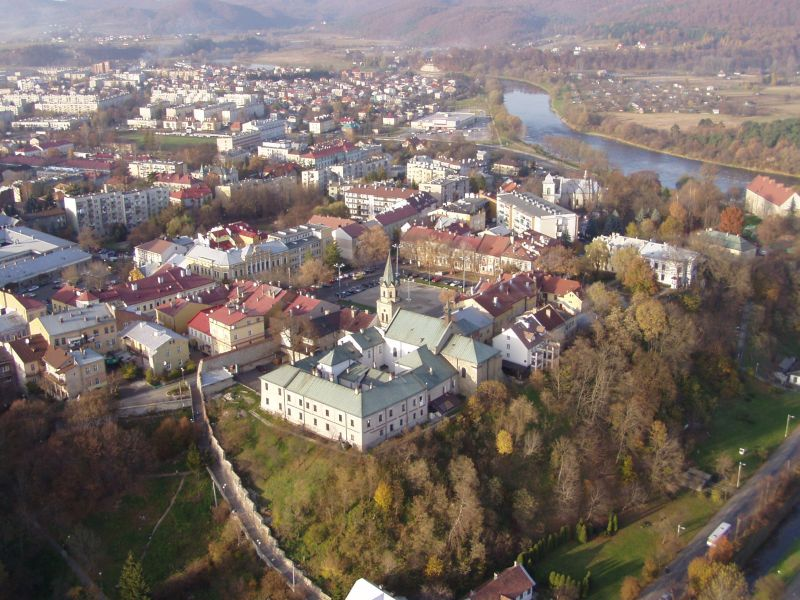
Vista panoramica del centro storico
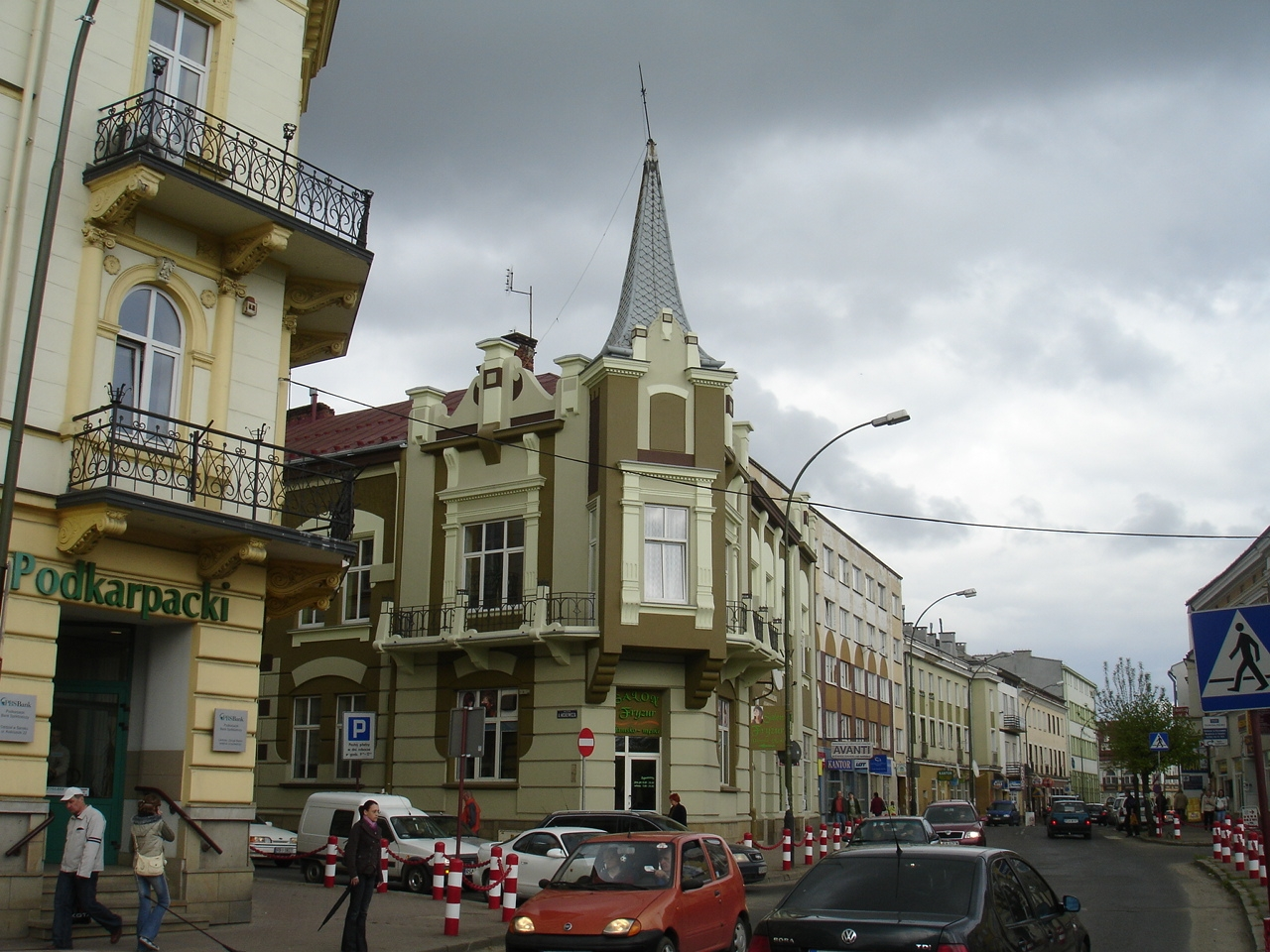
Via Kościuszko
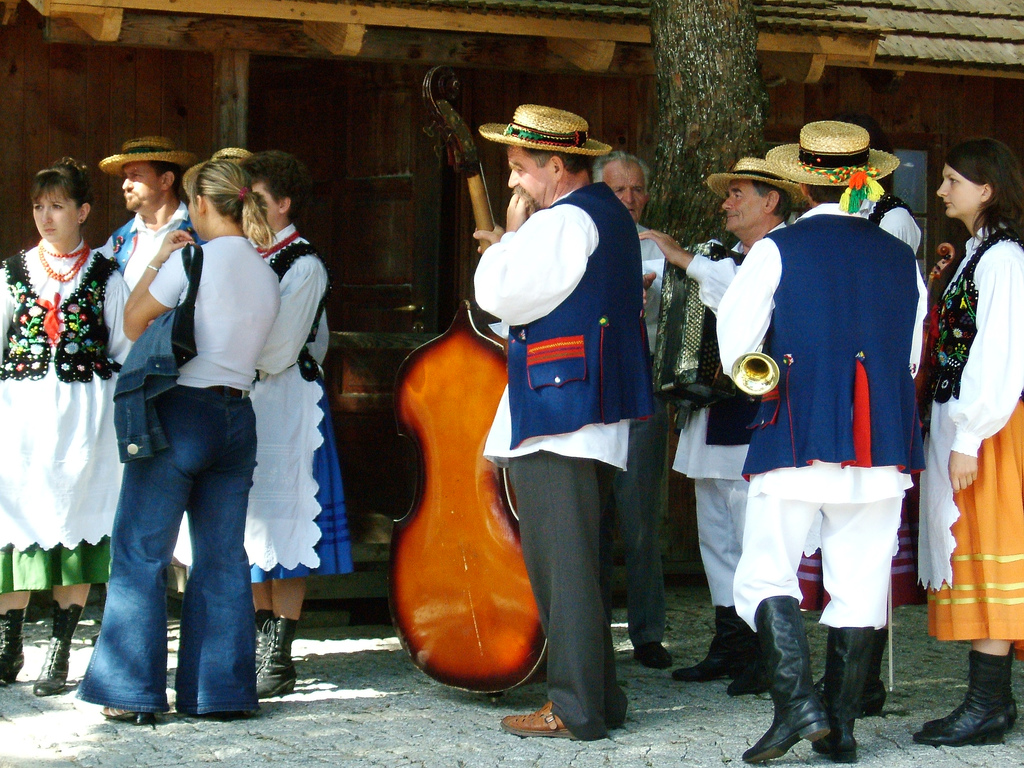
Polacchi - Pogórzanie
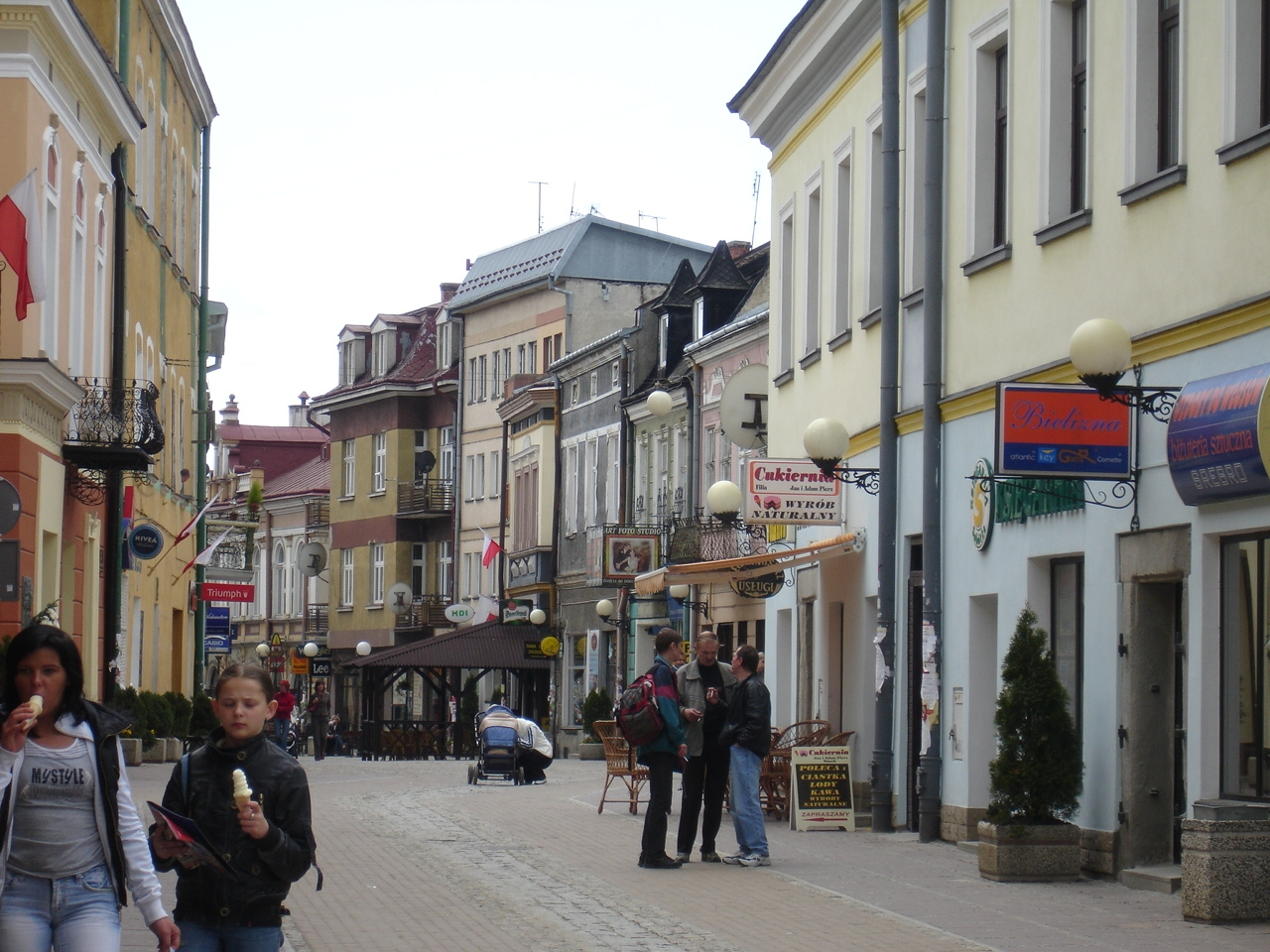
Via del 3 maggio
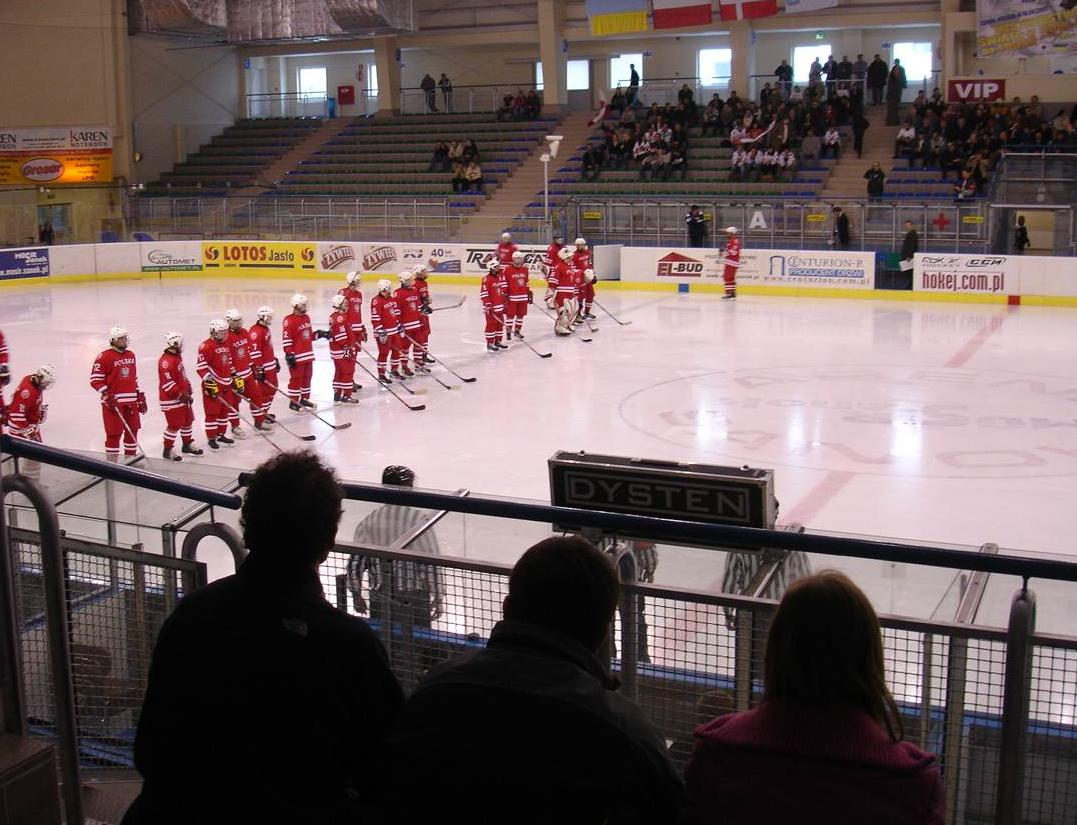
HK Sanok (hockey club)
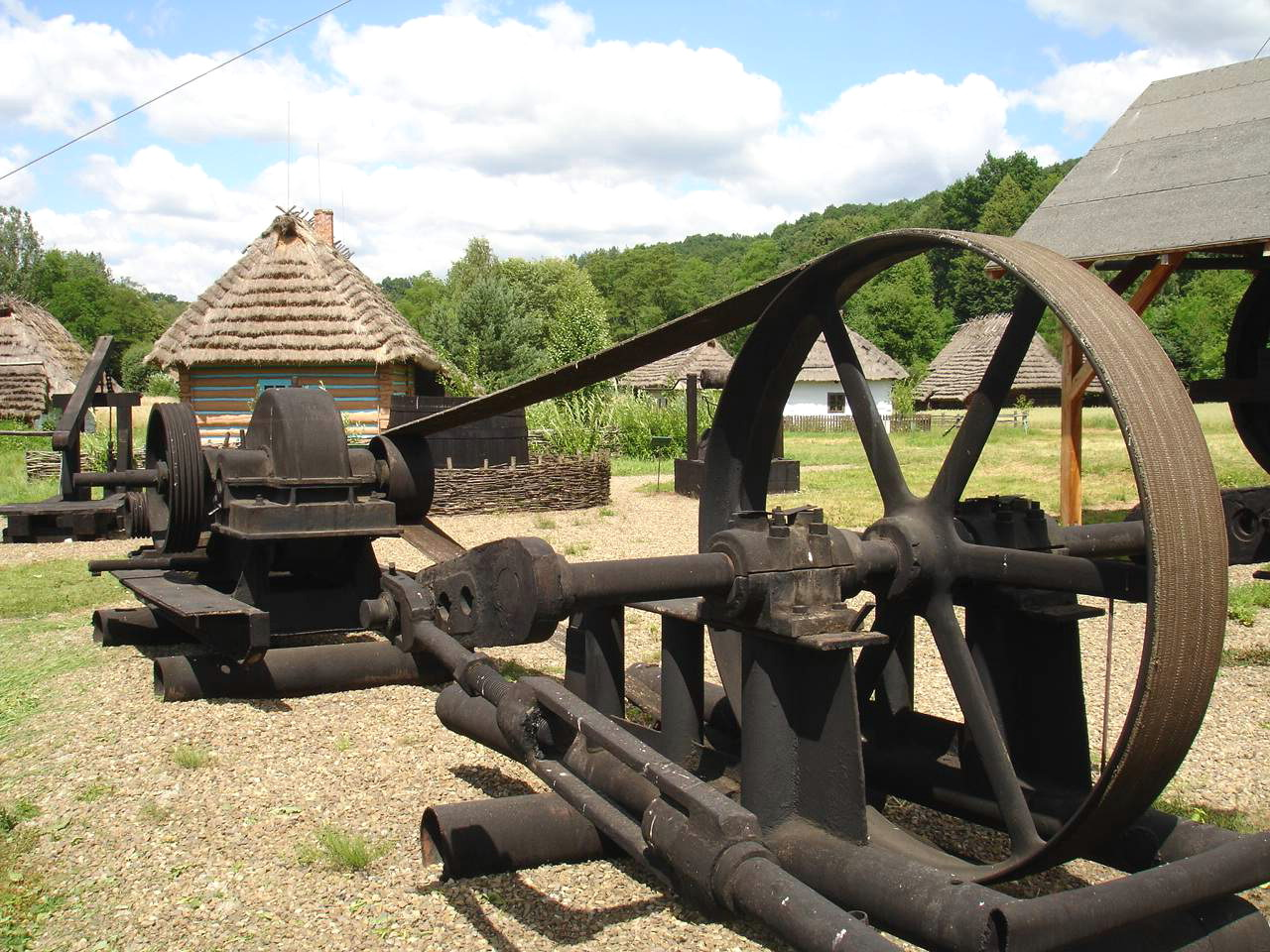
Veduta del Museo dell'architettura tradizionale, un museo all'aria aperta
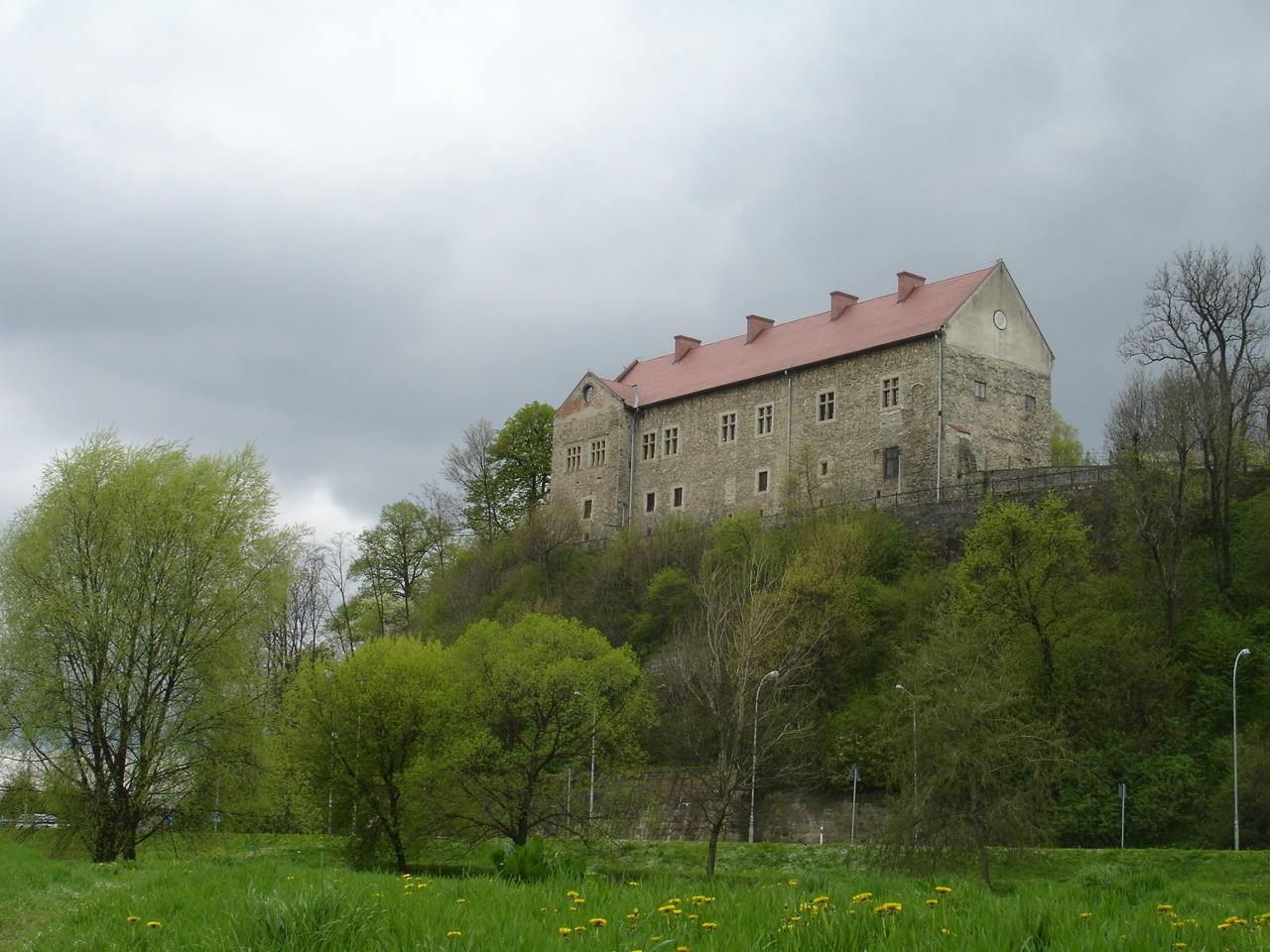
Castello